# Liberala partiet i New York
Liberala partiet i New York, Liberal Party of New York, är ett vilande politiskt parti i USA som bara har varit aktivt i delstaten New York. Dess politiska plattform är huvudsakligen vänster. 
Partiet bildades 1944 av George Counts som ett alternativ till American Labor Party, som antogs vara infiltrerat av kommunister. Partiet hade från början en förhoppning att bli ett nationellt parti, med den tidigare republikanske presidentkandidaten Wendell Willkie som ledare och tänkt kandidat till borgmästarposten i New York 1945, men Willkie dog oväntat redan 1944. 
Partiet stödde demokraten Franklin D. Roosevelt i presidentvalet 1944 och demokraten Harry S. Truman i presidentvalet 1948. Partiet utvecklade snart en strategi att stödja kandidater från andra partier som låg närmast deras egna åsikter, oavsett vilket parti kandidaten tillhörde. På så sätt hoppades man kunna påverka de stora partiernas val av kandidater. Oftast stödde man demokrater, men partiet har också stött republikaner som John Lindsay och Rudy Giuliani när de har kandiderat för att bli borgmästare i New York. Lindsay omvaldes 1969 utan stöd av Republikanska partiet men med Liberala partiets stöd.
Efter 1980 har partiet i förlorat sitt inflytande, även om det ibland har stött kandidater som har vunnit sina val, exempelvis Hillary Clinton när hon kandiderade till den federala senaten 2000. Partiet förlorade sin automatiska plats på valsedlarna efter ett väldigt dåligt val 2002. Det har i princip upphört med sin verksamhet sedan dess.
Partiets symbol var Liberty Bell.